# Diocese de Prince George
A Diocese de Prince George (Dioecesis Principis Georgensis) é uma diocese localizada na cidade de Prince George, na província de Colúmbia Britânica, pertencente a Arquidiocese de Vancouver no Canadá. Foi fundada em 1944 pelo Papa Pio XII. Inicialmente foi fundada como sendo vicariato apostólico, sendo elevado a diocese em 1967. Com uma população católica de 59.720 habitantes, sendo 21,9% da população total, possui 20 paróquias com dados de 2018.

## História
Em 14 de janeiro de 1944 o Papa Pio XII cria o Vicariato Apostólico do Príncipe Rupert através da divisão do Vicariato Apostólico de Yukon-Prince Ruper. Em 1967 o vicariato é elevado a diocese com o nome de Diocese de Príncipe George, sendo o atual.

## Lista de bispos
A seguir uma lista de bispos desde a criação da vicariato em 1944, em 1967 é elevado a diocese.
|                                       | Nome                            | Período                   | Notas                                   |
| Bispos de Príncipe George             | Bispos de Príncipe George       | Bispos de Príncipe George | Bispos de Príncipe George               |
| ------------------------------------- | ------------------------------- | ------------------------- | --------------------------------------- |
| 4º                                    | Stephen Arthur Jensen           | 2013 -                    |                                         |
| 3º                                    | Gerald William Wiesner, O.M.I.  | 1992 - 2013               | Bispo emérito                           |
| 2º                                    | Hubert Patrick O'Connor, O.M.I. | 1986 - 1991               |                                         |
| 1º                                    | John Fergus O'Grady, O.M.I.     | 1967 - 1986               |                                         |
| Vigários apostólicos de Prince Rupert |                                 |                           |                                         |
| 3º                                    | John Fergus O'Grady, O.M.I.     | 1955 - 1967               |                                         |
| 2º                                    | Anthony Jordan, O.M.I.          | 1945 - 1955               | Nomeado arcebispo coadjutor de Edmonton |
| 1º                                    | Emile-Marie Bunoz, O.M.I.       | 1944 - 1945               | Faleceu no cargo                        |